# 朱明 (南宋)
朱明（?—?）是南宋初年的海盗首领。
南宋绍兴十三年（1143年），海盗朱明组织武装船队，横行福建海上，攻掠沿海郡县。林元仲、俞彻明、万少佺等海盗也随之兴起。在福建的诸海盗中，朱明的势力最强大，其部众骁勇，还在战斗中杀死武功大夫张深。宋高宗见福建官兵无力消灭朱明的势力，便命叶梦得率御前军前往福建征剿海盗。叶梦得到福建后，招降林元仲、俞彻明、万少佺等，消灭50多股海盗，孤立朱明。朱明势力强大，不愿投降。次年（1144年），宋高宗另派侍卫马军司统领张守忠带兵到福建，征讨朱明。张守忠立下重赏，诱降海盗，使朱明的部众离散，最终迫使朱明投降官府。